# Каменяк (област Бургас)
 За другото българско село с име Каменяк вижте Каменяк (Област Шумен).  
Каменя̀к е село в Югоизточна България, област Бургас, община Руен.

## География
Село Каменяк се намира на 7 – 8 km северно от общинския център село Руен и около 9 km източно от село Дъскотна. Разположено е в Източна Стара планина, в западната част на Еминска планина при връзката ѝ със съседната от север Камчийска планина. Застроено е по билото на неголям рид с направление изток – запад. Надморската височина в по-високата му източна част достига около 500 m, а в центъра при сградата на кметството е около 475 m. Общински пътища свързват Каменяк със съседните села: на юг през Добра поляна с Руен, на север – със Заимчево и Снежа.
Населението на село Каменяк, наброявало 242 души към 1934 г., след няколко резки колебания на числеността – максимум 356 към 1965 г. – наброява към 2018 г. (по текущата демографска статистика за населението) 179 души.
При преброяването на населението към 1 февруари 2011 г., от обща численост 229 лица, за 213 лица е посочена принадлежност към „турска“ етническа група и за останалите не е даден отговор.

## История
След края на Руско-турската война 1877 – 1878 г., по Берлинския договор селото остава на територията на Източна Румелия. От 1885 г. – след Съединението, то се намира в България с името Ташлък. Преименувано е на Каменяк през 1934 г.

## Население

### Етнически състав
Преброяване на населението през 2011 г.
Численост и дял на етническите групи според преброяването на населението през 2011 г.:
|                     | Численост |
| Общо                | 229       |
| Българи             | -         |
| Турци               | 213       |
| Цигани              | -         |
| Други               | -         |
| Не се самоопределят | -         |
| Неотговорили        | 16        |

## Религии
Религията, изповядвана в село Каменяк, е ислям.

## Институции
Село Каменяк към 2020 г. е център на кметство Каменяк.
Към 2020 г. в селото има постоянно действаща джамия.

## Културни и природни забележителности
Връх Каменяк в Камчийска планина.